# Polynemula rufosignata
Polynemula rufosignata är en stekelart som beskrevs av Dmitriy Alekseevich Ogloblin 1967. Polynemula rufosignata ingår i släktet Polynemula och familjen dvärgsteklar. Inga underarter finns listade i Catalogue of Life.